# 최동연
최동연 한화 이글스의 전 야구 선수다.